# Floralia 〜フローラリア〜
『Floralia 〜フローラリア〜』および、『Floralia+ 〜フローラリア プラス〜』は2002年5月31日（『Floralia+ 〜フローラリア プラス〜』は2004年2月20日）に Xuse 純米から発売された18禁美少女ゲームである。
『Floralia 〜フローラリア〜』発売後、シナリオ・新規CG等を追加し、ドラマCDを同梱したパッケージで発売されたものが『Floralia+ 〜フローラリア プラス〜』である。
この作品から派生した同社作品がいくつか存在する。
- #詩乃先生の誘惑授業
- #憂ちゃんの新妻だいあり〜
- #ゆんちゅ〜お嬢さまはご奉仕中〜

## 内容
本作は、「好きな人」を持つ少年・橘洋介が自宅に転がり込んできた三人の先生から言い寄られる内容である。
本作では、冒頭で三人の学生（白瀬憂・加賀御文・三ノ宮由加里）から、「好きな人」（メインヒロイン）を選択する仕組みが取られている。
「好きな人」には、それぞれ順番に先生（麻生鈴音・槙いずみ・櫻井詩乃）が対応しており、彼女らを中心にストーリーが展開し、エンディングが派生する。

### ストーリー
ある日、主人公・橘洋介が通う青央学園に、年上の幼なじみである麻生鈴音が教師として赴任し、その上彼の家に転がり込む。
さらに、学園長の娘である体育教師・槙いずみや、化学教師・櫻井詩乃までもが彼を誘惑して肉体関係に持ち込み、挙句2人とも橘家に転がり込む。

## 登場人物

### メインキャラクター
橘 洋介（たちばな ようすけ）
本作の主人公で青央学園2年生。園芸を愛する普通の学生であり、女性を花に喩え花言葉をあてはめるなど、時おり園芸好きらしさを見せる。
学園の園芸部（部員5人）の中で唯一、常時活動している次期部長候補。
母は既に亡くし、父親は仕事で海外へ出張しているため、一人暮らしをしている。
白瀬 憂（しらせ うい）
声：清水香
明るく、付き合いやすい洋介の同級生で友人。
学業も運動もそこそこで愛らしい印象から友人は多いが、彼氏がいるという噂はない。実は洋介に片思いしており、鈍感な洋介当人以外のクラスメイト達は殆どその事実を知っている。その為に積極的に洋介に関わろうとし、物語の途中で兼任と言う形で、洋介のいる園芸部に入部して来る。洋介の幼馴染みでもある鈴音の存在にやきもきする。
少々ドジな所があり、面倒ごとを買って出てしまいながらも空回りする事も多い。
「うぃ〜」という独特のうめき声をあげる。
派生作品『憂ちゃんの新妻だいあり〜』に主人公として登場。
麻生 鈴音（あそう すずね）
声：長崎みなみ
洋介の初恋の人。洋介が小学生のころ、隣に住んでおり、親しい関係にあった。
家事一般は得意で面倒見が良い。
青央学園に数学教師として赴任し、更に洋介の家に住み込む。
三ノ宮 由佳里（さんのみや ゆかり）
声：大城恭子
青央学園の3年生で、学園の生徒会長にして三ノ宮グループ総帥を父親に持つ才色兼備なお嬢様。
本来なら洋介とは繋がりの薄いはずであるが、重度の近眼であるという「秘密」を彼に知られたことをきっかけに接点を持つ。由佳里自身も洋介に惹かれており、自腹でプレゼントをしてきたりする事もあるが、気持ちを素直に表せないツンデレ。洋介の担任である詩乃に激しいジェラシーを抱く。
派生作品『ゆんちゅ〜お嬢様はご奉仕中〜』に主人公として登場する。
櫻井 詩乃（さくらい しの）
声：海原エレナ
青央学園の教師で、その美貌から男女共の生徒に人気な化学の教師。
ほんわかとした性格から想像し得ないが、授業は厳しい。
鈴音やいずみとは大学時代のサークル仲間であり、教師となった後に橘家へ転がり込む
派生作品『詩乃先生の誘惑授業』の主人公として登場する。
加賀 御文（かが みあや）
声：北都南
青央中央学院から、先輩である洋介を追って青央学園に本年から入学してきた1年生。
青央中央学院の園芸部で洋介に出逢い、それから何かと甘えてくる妹的存在。
一人称および愛称は「アヤ」で呼ばれている。
槙 いずみ（まき -）
声：橘裕美
鈴音と同じく本年から青央学園に赴任してきた体育教師で、父は青央学園長「槙敬一郎（まき けいいちろう）」である。
鈴音とは高校時代からの顔なじみであり、鈴音と同じく橘家に住み着く。

### サブキャラクター
田村 浩一（たむら こういち）
心優しい園芸部の部長。
沢渡 茂（さわたり しげる）
洋介の悪友で、青央中央学院の時代から同じクラス4年目。関西人で、とある出来事から洋介と行動を共にすることが多くなった。

## 派生作品
冒頭に記したように、本作品のキャラクターを用いて派生した作品が同社より現在3作品発売されている。
「Floralia 〜フローラリア〜」に登場するキャラクターやその一部エピソード等を継承しているが、アナザーストーリーというだけでなくキャラクターは同じものの世界観の違う作品もある。

### 詩乃先生の誘惑授業
『詩乃先生の誘惑授業』（しのせんせいのゆうわくじゅぎょう）は、Xuse（発泡）から2003年4月25日に発売された「Floralia 〜フローラリア〜」派生作品の第1弾。
この作品では、「Floralia 〜フローラリア〜」に登場する「櫻井詩乃」のみにスポットライトが当てられて物語が展開する。
後にアダルトOVAとして同名の作品が発売された（『詩乃先生の誘惑授業 一時間目 原子の結合』2004年11月12日全一巻発売）。

#### ストーリー
白雲学園に赴任した新任教師、櫻井詩乃。生徒に好かれ、人望もあり、概ね順調な教師としての生活。しかし詩乃は新任でありながらその生活に、「つまらなさ」を感じていく。それは詩乃が「欲求不満」を感じているからだ。詩乃の性癖。詩乃のはセックスが大好きなのだ。この欲求不満を満たすには…誘惑し、陥落させ、そして自分の欲求を満たせばいい。新任教師、詩乃先生の誘惑授業が始まる。

#### 登場人物
櫻井 詩乃（さくらい しの）
声：海原エレナ（共通）
白雲学園の新任教師。2年C組の担任にして科学部顧問、さらには学生会副顧問まで務める。授業に対しては厳しいがほんわかな雰囲気とその美貌で、生徒からのウケは悪くない。パンセクシャルであり、避妊薬を常備するほどセックスが好き。おっとりしていながら、押しが強く、あの手この手で周りの人間を手玉に取っていく。
システム上では、眼鏡を着脱できる機能がある。また、眼鏡の種類も2種類用意されている。
三ノ宮 由佳里（さんのみや ゆかり）
声：大城恭子
青央学園の1年生。地区学生総会の為に白雲学園に来ていた。
富野 芳恵（とみの よしえ）
声：大波こなみ
白雲学園の教師で、詩乃の同僚。
長谷部 美由希（はせべ みゆき）
声：金松由花
白雲学園の生徒。水泳部。
飯島 さやか（いいじま -）・阿部 保（あべ たもつ）
声：中瀬ひな（飯島・ゲーム版）、本山美奈（飯島・OVA版）・木島宇太（阿部・OVA）
白雲学園の生徒。付き合い始めたカップル。
所 里香（ところ りか）・三木 真理子（みき まりこ）・斉藤 晴子（さいとう はるこ）
声：文月かな（所）・蓮香（斉藤）
白雲学園の生徒。美術部所属の3人組。
春日 瞳（かすが ひとみ）
声：カンザキカナリ
白雲学園の生徒。人に言えない秘密がある。
陣内 千晶
声：三木本彩響
宮原 良太（みやはら りょうた）・新井 佐知子（あらい さちこ）
声：秋月まい（新井）
白雲学園入学を志望するカップル。
後藤田 義則（ごとうだ よしのり）
声：目黄彼方（OVAのみ）
白雲学園の体育教師。誘惑してきた詩乃に惚れ、結婚するために様々な手段を使って詩乃を妊娠させようとする。
三輪 三郎（みわ さぶろう）
白雲学園の用務員。詩乃からの誘惑を利用して、逆に詩乃をワナに嵌めると自分だけの性奴隷にする為、詩乃を夜の学園に呼び出し調教を始める。基本的に心根は小心者で善人だったので、調教の仕上げに深夜まで学園で強姦され続け、放心状態の詩乃を強引に夜の街に連れ出す事が出来なかった。
篠原 健一郎（しのはら けんいちろう）
白雲学園の学園長。過去に詩乃が初めて抱かれた相手。
菊川 和樹（きくかわ かずき）
白雲学園の美術教師。詩乃に誘惑されてからは放課後の美術室に呼び出した詩乃に様々な衣装を着せて弄ぶプレイが趣味になる。
竹下 克己（たけした かつみ）
白雲学園の生徒。生徒会長を務めている。
香山 悟（かやま さとる）・鈴木 大介（すずき だいすけ）・野田 栄作（のだ えいさく）
声：川口幸一（香山・OVA）・大鳥圭介（鈴木・OVA）・隼ジョー（野田・OVA）
白雲学園の生徒。いつも授業をさぼっている不良たち。
林 秀明（はやし ひであき）
白雲学園の生徒。大人の女性に興味が無い。クスリの効果で幼い身体になった詩乃に欲情すると、本能のままに襲い掛かる。
津島 幸太（つしま こうた）・岸 雄一（きし ゆういち）・東野 まこと（ひがしの-）
近所に住む3人組。詩乃にいたずらをしようとするが…
千葉 紀之（ちば のりゆき）・千葉 貴之（ちば たかゆき）
声：壬生中将（父の紀之・OVA）
詩乃の部屋の隣に住む隣人親子。詩乃に誘惑され肉体関係になると詩乃の事を気に入り、自分の愛人にするために悪企み始める。

#### 主題歌
OP「恋のヴィーナス」
歌：はるか

### 憂ちゃんの新妻だいあり〜
『憂ちゃんの新妻だいあり〜』（ういちゃんのにいづまだいあり〜）は、Xuse（純米）から2004年5月21日に発売された「Floralia 〜フローラリア〜」派生作品の第2弾。

#### ストーリー
洋介と憂は結婚して甘い生活を送っていたが、洋介の従兄妹の千夏が乱入してくる。幼なじみの鈴音は状況を面白がって煽るばかりであり、二人の波乱の日々が続く。

#### 登場人物
橘 憂（たちばな うい）
声：清水香
本作の主人公。旧姓は「白瀬」。
「Floralia 〜フローラリア〜」作中で洋介と結ばれ、青央学園の卒業と共に結婚。
花嫁修業に花屋のアルバイトに精を出す。
口癖「うぃ〜」は健在。目標は素敵な奥さん。
橘 洋介（たちばな ようすけ）
憂の旦那であり、派生元「Floralia 〜フローラリア〜」の主人公。
青央学園卒業後は大学に通っている。
大学は鈴音らと同じ所を選択したようだ。
国府田 千夏（こうだ ちなつ）
声：大野まりな
洋介の従兄妹。昔は洋介とは仲が良かったものの、疎遠になってしまっていた。
青央学園入学と共に洋介と憂の新居に時おり乱入してくる。
ずっと洋介を慕い続けていたが、思い込みが激しく、すでに結婚している洋介と憂の仲を認めようとしない。
麻生 鈴音（あそう すずね）
声：長崎みなみ
洋介の幼なじみで姉で母親代わり。憂にとっては学園時代の恩師であり過去の恋敵。
時々、憂と洋介の様子を見に来ているようだ。
白瀬 和（しらせ あい）
声：北都南
憂の母。かなりのキャリアウーマンで、地位的には憂の父より上。
憂と洋介の家に来ては、憂の嫁っぷりに活を入れていく。
菊川 晴子（きくかわ はるこ）
声：橘裕美
憂のアルバイト先である花屋「晴屋（はれるや）」で働く女性。下記の菊川学の妻。
「晴屋」は彼女の名前を一字取って付けた名前であり、夫婦でこの店を経営している。
落ち着いた外見でスローペースな雰囲気だが、意外と商売上手。
菊川 学（きくかわ まなぶ）
「晴屋」の主人で菊川晴子の夫。
寡黙で優しい。生やした髭がトレードマーク。
橘 京介（たちばな きょうすけ）
洋介の父。海外を飛び回る学者で、憂と洋介の結婚式にも参加できなかった。
洋介とは冗談を言い合うような仲だが、一応新婚二人を気にしてはいる。

#### 特筆事項
- オーソドックスな選択肢式のゲーム。
- 派生作品中唯一、ザウス「純米」ブランドから発売され、他作品のように5250円ではなく、8800円のフルプライス。

### ゆんちゅ〜お嬢さまはご奉仕中〜
『ゆんちゅ〜お嬢さまはご奉仕中〜』（ゆんちゅ〜ゆんちゃんはごほうしちゅう〜）は、Xuse（発泡）から2006年1月27日に発売された「Floralia 〜フローラリア〜」派生作品の第3弾。
この作品では「Floralia 〜フローラリア〜」に登場する「三ノ宮由佳里」のみにスポットライトが当てられている。
「Floralia 〜フローラリア〜」のストーリーから2年前の時間軸である以外は、世界観を殆ど継承せず、登場人物も由佳里以外は新規キャラクターで構成されている。

#### ストーリー
三ノ宮由佳里は由佳里は学生会に所属し、一年生ながらも会の補佐役に就任していた。彼女の三ノ宮家は既に落ち目であり倒産間近だったが、そこに大企業を経営する城野家から出資を持ちかけられ、条件として由佳里を出資元である城野家にメイドとして住まわせることを提示される。城野家の双子の子どもたちは、学生会で生徒会長と副会長を務めており、由佳里とも面識があった。
あこがれの人々にメイドとして仕えることになった由佳里だが、双子たちの秘密を知ってしまったことをきっかけに、騒動へと発展する。

#### 登場人物
三ノ宮 由佳里（さんのみや ゆかり）
声：大城恭子
三ノ宮グループの見た目麗しいお嬢様。学生会の補佐役。気が強そうだが流されやすい性格。学生会長の城野双葉を尊敬している。色の薄い、長い髪に赤い大きなリボンがトレードマーク。母とは友達のような仲だが、「ゆんちゃん」と呼ばれることをよく思っていない
城野 双葉（きの ふたば）
声：このかなみ
大企業「KINO」を経営する城野家の長女。成績が良く温和な性格。持ち前のカリスマ性で学生会会長に赴任している。城野一輝は双子の弟である。
城野 一輝（きの かずき）
城野双葉の双子の弟。奔放な性格で、企業経営は姉に任せ自由に生きたいようである。整った顔立ちに付き合いやすい性格で友達が多い。姉である双葉を補佐する学生会副会長を務めている。双葉には「カズくん」と呼ばれているが、本人はあまり気に入っていない。
南野 克美（みなみの かつみ）
もう一人の副会長。みつあみの髪に眼鏡をしている。相方の副会長、城野一輝の奔放さに困っている。
東 幸太（あずま こうた）
体格のいい、学生会会計。柔道部所属。一輝に付き従い、何かと「オス。」と言う。
北原 洋司（きたはら ようじ）
気弱で細身の、学生会書記。
小西 宏一（こにし ひろかず）
由佳里と同じく、学生会補佐役。テニス部のエース。顔立ちが良く、女子生徒に人気がある。由佳里を気にしている風だが、相手にされていない。

#### スタッフ
- シナリオ：藤原将
- 原画：まさはる
- 音楽：市川直樹

OP主題歌「Flowery kiss」
作詞：藤原将 / 作曲：飯塚博 / 歌：大城恭子

## 関連アイテム
- Xuse〈純米〉公式アートワークス〜フローラリア〜
- 詩乃先生の誘惑授業（OVA）